# Prahy
Prahy je název nejstaršího a dodnes pravděpodobně jediného plně českojazyčného MUDu. Název je odvozen z tajemných Prahů, průchodů mezi jednotlivými světy MUDu. Součástí hry je několik didaktických nástrojů pro výuku algoritmického myšlení a programování.

## Průběh hry
Herní postava, která čerstvě vstoupila do hry, je slabá a má nulové zkušenosti. Hrou může postupně sílit a získávat zkušenosti v různých oblastech (objevování světa, boj, řemeslná dovednost, plnění úkolů, hraní her aj.). Ve srovnání s jinými MUDy je v Prazích méně příležitostí k boji, ale více příležitostí například k získávání řemeslných a podobných dovedností.
Nejvíce zkušenostních bodů mohou hráči získat při plnění „úkolů“ a hraní „her“. S úkoly se hráč setkává většinou při objevení nějakého problému, kterým trpí některá z nehráčských postav, jíž se hráč rozhodne pomoci. Hry jsou zpravidla textové počítačové verze různých stolních a společenských her (Solitér, Oběšenec, Pexeso a pod.).
Hráči se mohou připojit též k různým „společenstvům“, což jsou jednak řemeslné cechy (kováři, lazebníci, zloději a pod.), jednak společenstva s rozličným duchovním podtextem (mágové, židé, křesťané a pod.). Na rozdíl od většiny MUDů je možno být zároveň členem ve více společenstvech (ovšem některá členství se vzájemně vylučují). Jako člen společenstva si může hráč vypracovat specifické schopnosti, které mu mohou pomoci v získávání obživy během hry i v plnění úkolů.
Po získání dostatečně velké zkušenosti se hráč může stát „bohatýrem“ a tím si otevřít přístup k některým částem hry, které jsou nezkušeným hráčům uzavřeny. Dosažení bohatýrské zkušenosti je též zpravidla předpokladem k tomu, aby se hráč mohl stát „andělem“, tedy spoluprogramátorem hry.

## Členění
MUD se skládá z několika domén, tedy samostatných světů, mezi nimiž zajišťují hlavní spojení právě zmíněné Prahy. V současné době se v MUDu počítá s těmito doménami:
- Dům – Vstupní doména, do které se dostane každý hráč po vytvoření nové herní postavy. Jedná se o virtuální obraz Modrého domu, v němž hráč zůstává uvězněn do té doby, než se mu podaří splnit první úkol.
- Oikúmené – Hlavní doména Prahů, do níž se hráč může dostat z Domu po splnění prvního úkolu. Doména je obrazem Římské říše v době vlády císaře Nerona, hráč do ní vstoupí na území Jeruzaléma.
- Středozemě – Doména zobrazující Středozemi, známou z knih J. R. R. Tolkiena, v době krátce před koncem Třetího věku. Tato doména je v MUDu zatím hotova jen z malé části, ale je už hráčům přístupná.
- Narnie – Doména zobrazující Narnii a přilehlé země, jak jsou známy z Letopisů Narnie C. S. Lewise, v době Zlatého věku Narnie. Tato doména je zatím v přípravě a pro hráče nepřístupná.
- Stínadla – Doména zobrazující Stínadla, známá z knih Jaroslava Foglara, v době dějů popsaných v knize Stínadla se bouří. Tato doména je v MUDu zatím hotova jen z malé části, ale je už hráčům přístupná.
- Současnost – Doména navazující na Dům, skládající se z virtuálních sídel reálných neziskových organizací, propojených teleportačními plakáty. Plně přístupné je Lyceum (virtuální obraz SŠ Waldorfské lyceum), částečně pro účely testování jsou přístupny virtuální obrazy sídel české organizace Wikimedia a Ekumenické akademie.
- Matematika – Doména zobrazující (poněkud parodickým způsobem) různé oblasti matematiky. Hráčům přístupné jsou zatím Stochastická pustina a Kartézská rovina, v rámci testování je částečně přístupna Chodba kardinálů.

## Historie
Prahy vznikly původně jako papírová stolní hra podobná Dračímu doupěti, ovšem tematicky zaměřená na Římskou říši v době vlády císaře Nerona, tedy dobu prvního šíření křesťanství. Už tato nejstarší podoba hry ovšem začínala ve virtuálním modelu Modrého domu v Praze na Letné, který byl se zmíněným starokřesťanským světem spojen prvním Prahem. Existovala rovněž první část Středozemě.
V letech 2000 až 2004 byla tato hra přepracována do elektronické podoby. Za ovladač byl vybrán populární LPMud, za základ programových knihoven knihovny německojazyčného MUDu UNItopia. Hra byla zprvu přístupná na lokální síti v Modrém domě, v roce 2005 byla zprovozněna pro internetovou veřejnost na telnetovém serveru firmy BeeInside.

## Připojení a ovládání
Komunikace s herním serverem Prahů je založena na protokolu Telnet. Uživatel proto k připojení do MUDu potřebuje alespoň telnetový klient, nebo ještě lépe klient určený přímo pro telnetové MUDy. Jako telnetový klient může posloužit i dobře nastavený webový prohlížeč. Telnetová adresa Prahů je telnet://prahy.mmh.cz:3333. K Prahům lze též přistupovat přes webového klienta na adrese https://prahy.net.
Prahy se snaží komunikovat s uživatelem co nejpřirozenější češtinou. Při analýze zadávaných příkazů je ovšem omezen některými neměnitelnými vlastnostmi ovladače LPMud, takže se hrou není možno komunikovat libovolnými větami, avšak jazykové moduly jsou dostatečné k tomu, aby bylo možno zadávat věty jako „prohlédni si svou koženou tašku“ nebo „dej 2 šípy do 3. toulce“. Touto vlastností se Prahy staly prvním skutečně česky komunikujícím MUDem, protože dosavadní pokusy o počešťování MUDů se spokojovaly s vyjádřeními stylu „dej 3. toulec 2 šípy“.